# 松ヶ瀬隆弥
松ヶ瀬 隆弥（まつがせ たかや、1980年4月11日 - ）は、日本の競技麻雀のプロ雀士。北海道出身。RMU所属、RMUでは同団体のSS級ライセンスを保持している。2025年までMリーグ・EX風林火山に所属していた。キャッチフレーズは『繊細なる超巨砲』。

## 来歴
小学4年10歳の時に友達の家で、みんなで入門書を読みながら麻雀を始め、中学校に入っても友達の家で麻雀をしていた。高校入学してからは部活が忙しくなり麻雀をやらなくなっていった。高校卒業後、調理師専門学校に入学。1999年に調理師専門学校を卒業したことで調理師免許を取得した。卒業後は道内の和食グループ会社に就職するも半年ほどで退職。その後、札幌市内にあるホテルの料亭を経て、株式会社モンテローザに入社。居酒屋チェーン店の社員となり厨房など、500席くらいある店の店長や新店舗立ち上げなどを任されるようになった。24歳くらいから仕事の合間に麻雀をやるようになっていった。
2009年、29歳の時に松ヶ瀬が調べた試験日の早い順番で片っ端からプロテストを受けてみようと、試験だけ受けるため北海道から上京した。日本プロ麻雀協会の試験を受けるも不合格となり、後にRMUの試験を受け、面接で面接官だった多井隆晴から「明日、リーグ戦出れる？」と聞かれたが、松ヶ瀬はその日に帰る予定だった。事実上、RMUを合格した松ヶ瀬は翌日にRMU所属としてリーグ戦に参加した。リーグ戦が終了し松ヶ瀬は北海道に帰った。札幌に居ながら東京で活動するのは厳しいと思い、10年間飲食の仕事に携わっていた株式会社モンテローザを退職することを決断した。
2011年に当時最高峰リーグだったR1リーグまで3年で上り詰め、クライマックスリーグ優勝を果たす。当時ライセンスを保持していなかった松ヶ瀬は、規定によりRMUリーグ入りが叶わなかった。この優勝によってB級ライセンスを取得。
2012年に第7期最高位戦Classicのタイトルを獲得し、2014年に2度目のクライマックスリーグ優勝を果たし、悲願のRMUリーグへの昇級を果たす。3年後の2017年に令昭戦Aリーグで優勝を果たした。翌2018年に第9期RMUリーグで優勝し、A級ライセンスを取得した。
2019年にRMUのライセンス規定変更によって、S級ライセンスを取得。
2021年には麻雀プロリーグ・Mリーグのチーム「EX風林火山」新メンバーオーディションでリーグ予選会の4回戦南3局に役満四暗刻を自摸和了や決勝の第4回戦東4局1本場で再び役満の四暗刻を単騎待ちで和了などして優勝を果たし、2021シーズンでドラフト指名を受けることが決定した。
2022年にSS級ライセンスを取得。7月20日に自身のYouTubeチャンネル「私立松ヶ瀬学園」を開設。
2023年5月2日のMリーグセミファイナルシリーズ第1試合東2局1本場で松ヶ瀬は4・7索待ちのテンパイとなり、6筒を引いたところで6筒の単騎待ちへと変化させた。そこから2巡して瀬戸熊から7索が捨てられ、松ヶ瀬は『ロン』と言ってしまった。倒牌をしていないことからアガリ放棄で試合継続となった。しかし、人生初の出来事も焦ることなく、この試合はトップを獲得した。試合後のインタビューは「誤発声をしてしまいまして場を壊す寸前だったんで、申し訳ございませんでした。」と謝罪からインタビューが始まった。
2024年、3月1日にファンクラブを開設した。

## 雀風
- 万能型[2][20]。本人からすれば守備型[21]。
- 好きな手役は立直[22]。
- 対局中に大切にする事として対局者の癖や普段と違った動きなどの情報を見逃さない事を挙げている。

## 人物
- 姉と弟の3人兄弟[4]。
- 小学校では野球と柔道を始め、柔道は高校卒業まで続けた[4]。柔道二段[4]の腕前で電話帳を破くことができた[22]。
- 風林火山に入団する前の通り名は『一騎当千[1]』だったが、風林火山入団に伴って風林火山のサロン会員・スタッフ・選手の候補20案の中から松ヶ瀬本人が選んだのが『繊細なる超巨砲』だった[3]。
- 多井隆晴に次ぐRMUの二番手であり[23]、2018年の麻雀駅伝時に「松ヶ瀬は近い将来、私を越えてうちの看板になる選手」と言われている[24]。
- 調理師専門学校に進んだのは「料理人になりたかったわけではなく、やりたいことがなかったから」の理由だった[4]。麻雀プロになってからは料理が趣味の一つとなっている[4]。得意料理は魚料理で、魚を捌いてお造りにしたり綺麗に盛り付けるのが好き[4]。
- 料理以外の趣味としては、プロレス（試合観戦に行くほど）、メガネ、スニーカー収集。スニーカーに関しては欲しいと思ったら抽選や店で並んで買ったりする[25]。
- Mリーグ以外での対局の際には色付きメガネを着用しているが、Mリーグでは規則で透明色のメガネを着用している[7]。
- 2024年10月11日、自身のYouTube配信で一般女性との結婚を発表した[26]。

エピソード
- 見た目の風貌からよく警察官に職務質問を掛けられることがある。特に2010年から2015年の間、当時、住んでいた新宿で100回ほど職務質問された[27]。2023年には鮫洲運転免許試験場（鮫洲免許センター）で、受付を終えて座っていた所に、多数の警察官に囲まれ犯人に間違われることがあった[28]。

交友関係
- RMUでは代表の多井隆晴、河野高志、阿部孝則、藤中慎一郎、谷井茂文[29]。
- 最高位戦日本プロ麻雀協会の坂本大志、園田賢、醍醐大らとは麻雀勉強会仲間である[29]、お互いガンプラ好き講じてガンプラ仲間になった日向藍子がいる[30]。
- 日本プロ麻雀協会では、愛内よしえ[29]。
- 日本プロ麻雀連盟ではEX風林火山メンバーでもある二階堂亜樹と二階堂瑠美と勝又健志[29]。
- 自身のYouTubeチャンネル「私立松ヶ瀬学園」にRMUの後輩のだてあずみ。と村井貴政と紗更らが度々出演している。
- 松ヶ瀬が働いていた雀荘の店長が鈴木たろう（最高位戦）、職場の同僚だったのが堀慎吾と仲林圭（ともに協会）[29]、その雀荘のお客として毎日来ていた白鳥翔と黒沢咲（ともに連盟）がいた[31]。

## 獲得タイトル
- 第7期 最高位戦Classic 優勝[2]
- 第9期 RMUリーグ（現:令昭位戦） 優勝[2]
- 第6期 RMUグランプリ 優勝[32]
- クライマックスリーグ 優勝（2011、2014、2016後期、2017後期）[2]
- RMUアワード2013 平均順位[2]
- RMUアワード2014 最多得点[2]
- RMUアワード2018 最優秀選手賞[2]
- 風林火山Family-6月決勝大会 優勝

## Mリーグ成績
| シーズン | チーム     | 半荘 | 個人スコア | 個人スコア | 個人スコア | 最高スコア | 最高スコア | 4着回避率 | 4着回避率 | 連対率 | トップ率 | 平均 着順 | 1着 | 1.5 | 2着 | 2.5 | 3着 | 3.5 | 4着 | 参照   |
| シーズン | チーム     | 半荘 | Pt         | 順位       | 平均       | 点         | 順位       | 率        | 順位      | 連対率 | トップ率 | 平均 着順 | 1着 | 1.5 | 2着 | 2.5 | 3着 | 3.5 | 4着 | 参照   |
| -------- | ---------- | ---- | ---------- | ---------- | ---------- | ---------- | ---------- | --------- | --------- | ------ | -------- | --------- | --- | --- | --- | --- | --- | --- | --- | ------ |
| 2021-22  | EX風林火山 | 28   | 213.7      | 5/32       | 7.6        | 62,300     | 11/32      | 0.7500    | 12/32     | 53.6%  | 32.1%    | 2.39      | 9   | 0   | 6   | 0   | 6   | 0   | 7   | [ 33 ] |
| 2022-23  | EX風林火山 | 27   | 212.2      | 7/32       | 7.9        | 51,900     | 24/32      | 0.7778    | 13/32     | 66.7%  | 29.6%    | 2.26      | 8   | 0   | 10  | 0   | 3   | 0   | 6   | [ 34 ] |
| 2023-24  | EX風林火山 | 25   | ▲278.4     | 36/36      | ▲11.1      | 40,000     | 35/36      | 0.6800    | 29/36     | 48.0%  | 16.0%    | 2.68      | 4   | 0   | 8   | 0   | 5   | 0   | 8   | [ 35 ] |
| 2024-25  | EX風林火山 | 25   | ▲325.9     | 32/36      | ▲13.0      | 54,800     | 23T/36     | 0.6400    | 29/36     | 40.0%  | 12.0%    | 2.84      | 3   | 0   | 7   | 0   | 6   | 0   | 9   | [ 36 ] |
| 通算     | 通算       | 105  | ▲178.4     | ▲178.4     | ▲1.7       | 62,300     | 62,300     | 71.4%     | 71.4%     | 52.4%  | 22.9%    | 2.53      | 24  | 0   | 31  | 0   | 20  | 0   | 30  |        |

- 個人賞は規定打荘数（20半荘）以上の選手が対象
- 着順の1.5、2.5、3.5は1着同着、2着同着、3着同着

| シーズン               | チーム                 | 半荘                   | 個人スコア             | 個人スコア             | 最高スコア             | 4着回避率              | 連対率                 | トップ率               | 平着                   | 1着                    | 1.5                    | 2着                    | 2.5                    | 3着                    | 3.5                    | 4着                    |                        |
| シーズン               | チーム                 | 半荘                   | Pt                     | 平均                   | 最高スコア             | 4着回避率              | 連対率                 | トップ率               | 平着                   | 1着                    | 1.5                    | 2着                    | 2.5                    | 3着                    | 3.5                    | 4着                    |                        |
| セミファイナルシリーズ | セミファイナルシリーズ | セミファイナルシリーズ | セミファイナルシリーズ | セミファイナルシリーズ | セミファイナルシリーズ | セミファイナルシリーズ | セミファイナルシリーズ | セミファイナルシリーズ | セミファイナルシリーズ | セミファイナルシリーズ | セミファイナルシリーズ | セミファイナルシリーズ | セミファイナルシリーズ | セミファイナルシリーズ | セミファイナルシリーズ | セミファイナルシリーズ | セミファイナルシリーズ |
| ---------------------- | ---------------------- | ---------------------- | ---------------------- | ---------------------- | ---------------------- | ---------------------- | ---------------------- | ---------------------- | ---------------------- | ---------------------- | ---------------------- | ---------------------- | ---------------------- | ---------------------- | ---------------------- | ---------------------- | ---------------------- |
| 2021-22                | EX風林火山             | 2                      | 31.1                   | 15.6                   | 33,800                 | 100%                   | 50.0%                  | 50.0%                  | 2.00                   | 1                      | 0                      | 0                      | 0                      | 1                      | 0                      | 0                      |                        |
| 2022-23                | EX風林火山             | 6                      | ▲16.1                  | ▲2.7                   | 36,900                 | 100%                   | 33.3%                  | 16.7%                  | 2.50                   | 1                      | 0                      | 1                      | 0                      | 4                      | 0                      | 0                      |                        |
| 2023-24                | EX風林火山             | 6                      | 68.2                   | 11.4                   | 44,600                 | 83.3%                  | 66.7%                  | 33.3%                  | 2.17                   | 2                      | 0                      | 2                      | 0                      | 1                      | 0                      | 1                      |                        |
| セミファイナル通算     | セミファイナル通算     | 14                     | 83.2                   | 5.9                    | 44,600                 | 92.9%                  | 50.0%                  | 28.6%                  | 2.29                   | 4                      | 0                      | 3                      | 0                      | 6                      | 0                      | 1                      |                        |
| ファイナルシリーズ     |                        |                        |                        |                        |                        |                        |                        |                        |                        |                        |                        |                        |                        |                        |                        |                        |                        |
| 2022-23                | EX風林火山             | 5                      | ▲70.6                  | ▲14.1                  | 35,100                 | 80.0%                  | 40.0%                  | 0%                     | 2.80                   | 0                      | 0                      | 2                      | 0                      | 2                      | 0                      | 1                      |                        |
| 2023-24                | EX風林火山             | 4                      | ▲142.6                 | ▲35.7                  | 26,200                 | 50.0%                  | 25.0%                  | 0%                     | 3.25                   | 0                      | 0                      | 1                      | 0                      | 1                      | 0                      | 2                      |                        |
| ファイナル通算         | ファイナル通算         | 9                      | ▲213.2                 | ▲23.7                  | 35,100                 | 66.7%                  | 33.3%                  | 0%                     | 3.00                   | 0                      | 0                      | 3                      | 0                      | 3                      | 0                      | 3                      |                        |
| ポストシーズン通算     | ポストシーズン通算     | 23                     | ▲130.0                 | ▲5.7                   | 44,600                 | 82.6%                  | 43.5%                  | 17.4%                  | 2.57                   | 4                      | 0                      | 6                      | 0                      | 9                      | 0                      | 4                      |                        |